# Megaselia gravis
Megaselia gravis är en tvåvingeart som beskrevs av Borgmeier 1964. Megaselia gravis ingår i släktet Megaselia och familjen puckelflugor.
Artens utbredningsområde är Alaska. Inga underarter finns listade i Catalogue of Life.